# Scuol
Scuol (toponimo romancio; in tedesco Schuls, ufficiale fino al 1943; dal 1943 al 1970 ufficialmente Scuol/Schuls; in italiano Scolio, desueto) è un comune svizzero di 4 624 abitanti del Canton Grigioni, nella regione Engiadina Bassa/Val Müstair della quale è capoluogo.

## Geografia fisica
Scuol è il capoluogo della regione Engiadina Bassa/Val Müstair, sul lato sinistro del fiume Inn. Dista 48 km da Davos, 59 km da Landeck, 61 km da Sankt Moritz e 104 km da Coira.
Il punto più elevato del comune è la cima del Piz Sesvenna (3 205 m s.l.m.). Altra montagna importante è il Piz Lischana (3 105 m s.l.m.). 22,65 km² del territorio comunale sono compresi all'interno del Parco Nazionale Svizzero.

## Storia
Il 1º gennaio 2015 ha incorporato i comuni soppressi di Ardez, Ftan, Guarda, Sent e Tarasp.

## Monumenti e luoghi d'interesse

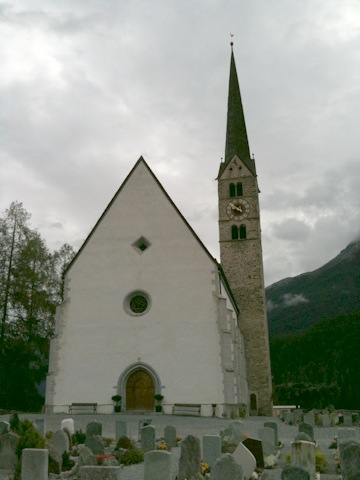
La chiesa riformata

- Chiesa riformata, eretta nel 1516[1];
- Piazza e case con graffiti[senza fonte].

## Società

### Evoluzione demografica
L'evoluzione demografica è riportata nella seguente tabella:
Abitanti censiti

## Geografia antropica

### Frazioni
Le frazioni di Scuol sono:
- Ardez[4]
  - Bos-Cha
  - Sur En
- Ftan[5]
  - Grond
  - Pitschen
- Guarda[6]
  - Giarsun
- Nairs[senza fonte]
- S-charl[7]
- Sent[8]
  - Crusch
  - Sur En
- Tarasp[9]
  - Aschera
  - Avrona
  - Chants
  - Chaposch
  - Florins
  - Fontana
  - Sgnè
  - Sparsels
  - Vallatscha
  - Vulpera[10]
- Zuort[senza fonte]

## Economia

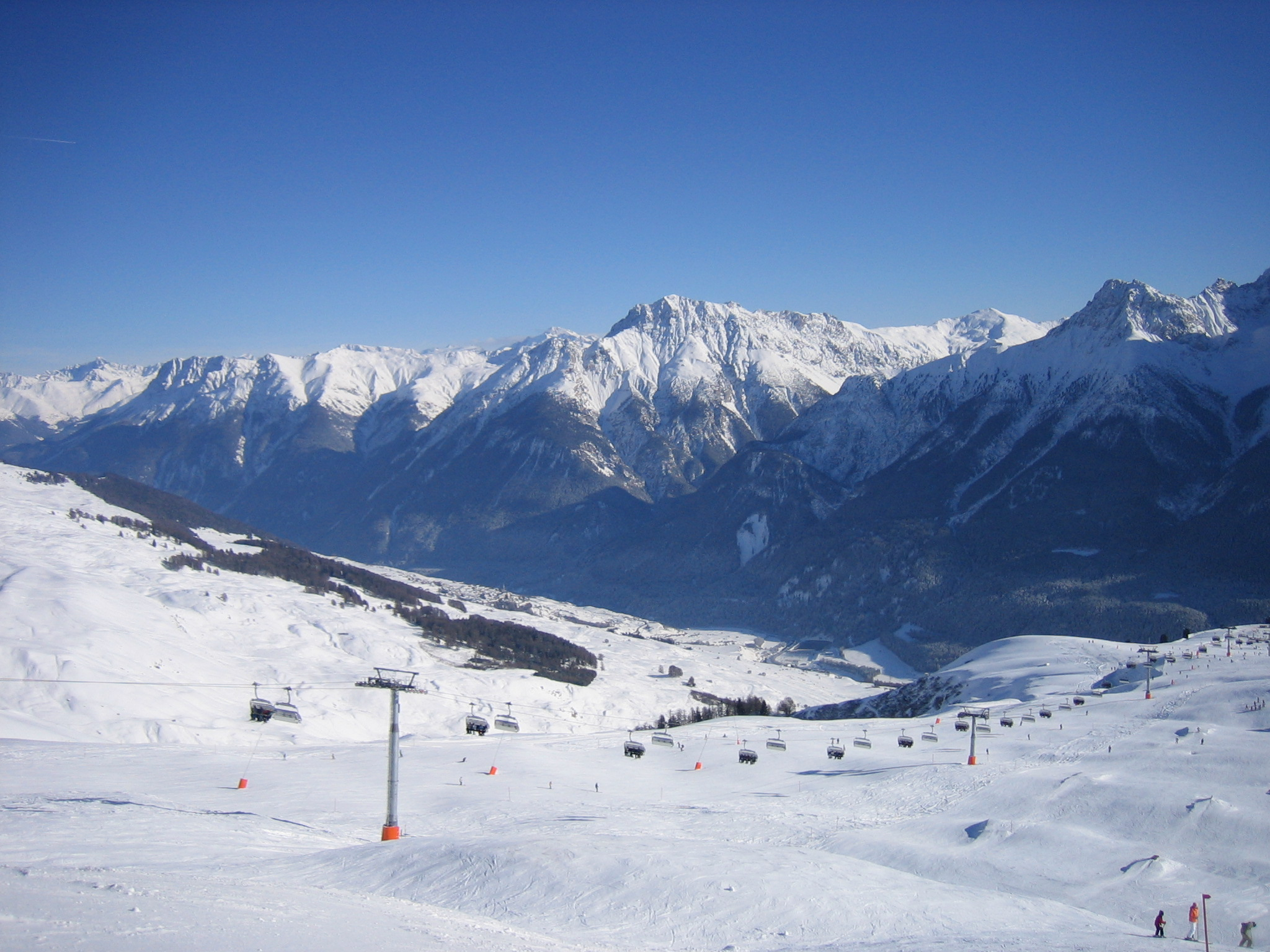
Impianti sciistici a Scuol

Scuol è una località di villeggiatura estiva (stazione termale sviluppatasi dagli anni 1860) e invernale (stazione sciistica sviluppatasi dal 1956).

## Infrastrutture e trasporti

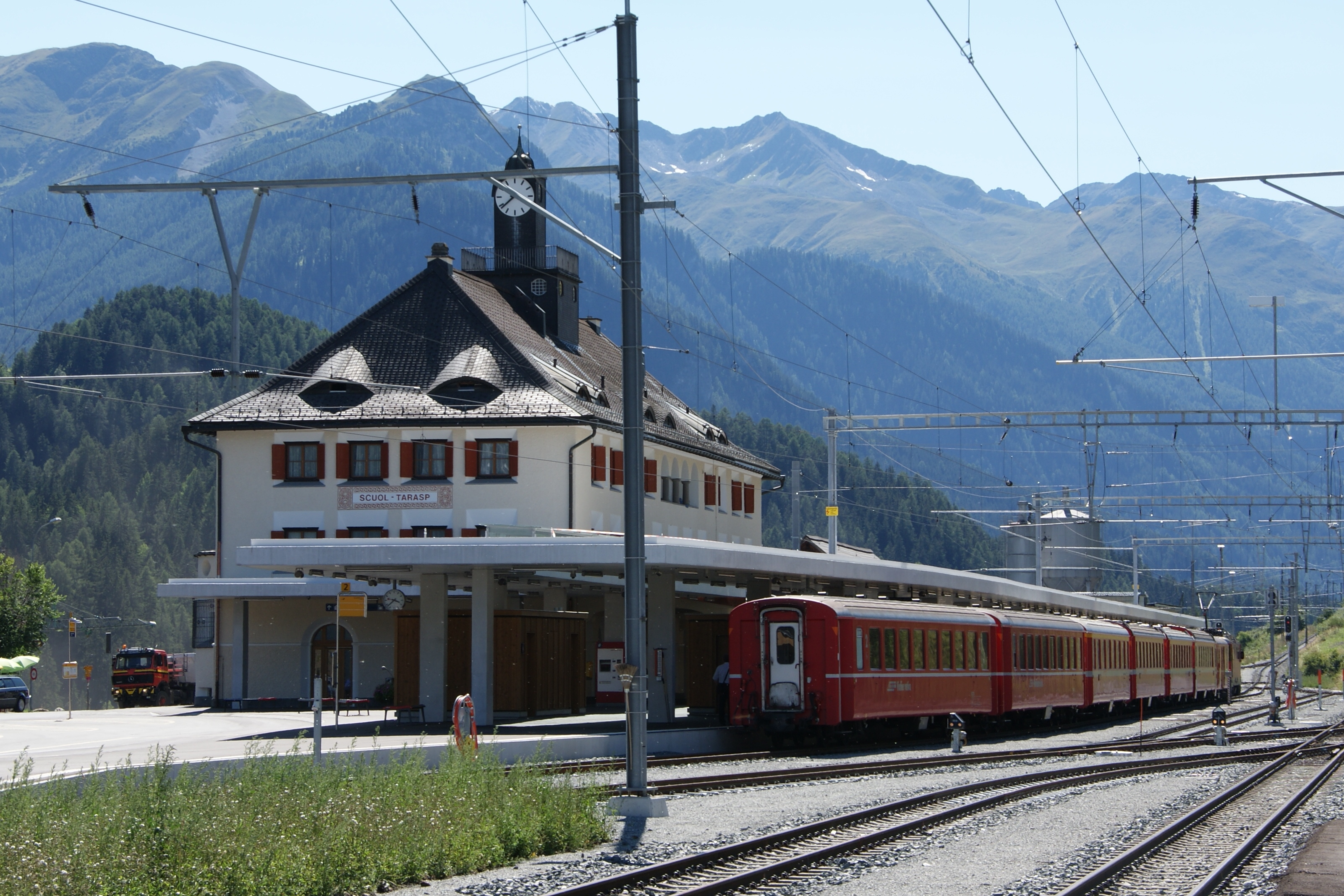
La stazione di Scuol-Tarasp

Il comune è servito dalle stazioni ferroviarie di Ardez, di Ftan, di Guarda e di Scuol-Tarasp (capolinea della ferrovia dell'Engadina) della Ferrovia Retica.